# Государственный архив Киевской области
Государственный архив Киевской области — основное архивное учреждение Киевской области, содержит документы за 1682—2009 года.

## История
- Киевский центральный исторический архив (1922—1932);
- Киевский областной исторический архив (1932—1943);
- Киевский областной государственный архив (1943—1980);
- Государственный архив Киевской области (с 1980 года)[1].

## Фонд
Самым старым документом в архиве является приказ (универсал) 21 мая 1682 года гетмана Ивана Самойловича полковнику Якову Павловскому и его полку присягнуть на верность царю Петру Алексеевичу.
Документы фондов канцелярии киевского губернатора, губернского правления, казённой палаты, губернского статистического комитета представляют сведения о возникновении и развитии промышленности, техническом оснащение фабрик и мануфактур, строительство железных дорог, мостов, почтовых станций; есть документы о создании сахарных, табачных, кожевенных заводах, о производстве и экспорте сахара в Англию, Германию, Финляндию, Персию.
В документах фондов киевского гражданского губернатора, губернского правления, губернского инвентарного комитета, губернского в крестьянских делах присутствия, мировых посредников освещаются аграрные вопросы, массовое разорение крестьян, крестьянское движение, в частности, восстание в селе Турбаи (1789), подготовку и проведение аграрной реформы 1861 года, столыпинской реформы. В этих же фондах имеются сведения об участии украинского народа в Отечественной войне 1812 года, о передвижении войск по территории Киевской губернии, участие населения в снаряжении полков, об убытках вследствие войны. Есть документы о движении декабристов — восстание Черниговского полка в Василькове (29 декабря 1825 года — 3 января 1826 года).
Коллекция карт и чертежей содержит планы границ Киевского наместничества, карты губернии Киева, населенных пунктов, проекты и чертежи зданий.
Советский период представлен фондами, которые содержат документы об организации и работе местных органов советской власти и управления, строительство и реконструкцию фабрик и заводов, выполнение пятилетних планов, коллективизацию сельского хозяйства, развитие государственной и кооперативной торговли, электрификацию и радиофикацию, развитие коммунального хозяйства и работу транспорта.
Архив хранит документы периода Великой Отечественной войны 1941—1945 годов.
Состояние и развитие здравоохранения освещают документы фондов губернского, окружного, областного и районных отделов здравоохранения.
Среди фондов личного происхождения — фонд историка-археолога М. Берлинского, поэта П. С. Поцелуева, дворян Каменских, директора института биологии Академии наук Д. Белинга, члена Украинской Центральной Рады от УСДРП Веселовского С. Ф., писательницы, члена комиссии по составлению словаря украинского разговорного языка при Академии наук УССР Гринченко, профессора Киевского индустриального института Губарева Г. М., М. П. Кузнецова, архитектора-реставратора, Лауреата Государственной премии по архитектуре Лопушинской Е. И., писателя, редактора украинского украинской газеты «Нова Рада» в Киеве, министра иностранных дел УНР Никольского А. В.
Документы архивов КПУ и ЛКСМУ представлены фондами областного, городского, районных и городских комитетов партии, первичных парторганизаций.
В архиве находятся:
- 6 986 фондов,
- 2 413 679 личных дел за 1682—2009 года,
- 22 486 единиц фотодокументов.

В библиотеке архива находятся:
- 10 196 книг и брошюр,
- 10 253 журналов,
- 1 696 годовых комплектов журналов.